# Кастро, Ракель
Ракель Кастро (англ. Raquel Castro; род. 17 ноября 1994, Лонг-Айленд, Нью-Йорк) — американская актриса, певица. Наиболее известна благодаря роли Герти, дочери персонажа Бена Аффлека в фильме «Девушка из Джерси». Также принимала участие в первом американском сезоне проекта «Голос» на NBC.

## Биография
Родилась в артистической семье, и с раннего детства пела и танцевала. С четырёх лет снималась в рекламе, записывала детские песни. Принимала участие в многочисленных телевизионных программах, в том числе «Улица Сезам», снималась в рекламных роликах и т. д. Одна из известных её ролей — Герти Тринке в фильме «Девушка из Джерси», где партнерами Ракель были Бен Аффлек и Лив Тайлер. В возрасте 16 лет участвовала в первом сезоне проекта «Голос». Её наставником была Кристина Агилера.

## Семья
Ракель — четвёртый ребёнок среди пятерых живущих в семье. Её отец Элби Кастро — уроженец Пуэрто-Рико. Мать Ракель Кэти — американка с итальянскими и еврейскими корнями. Ракель имеет двух старших сестёр и двух братьев — старшего и младшего.

## Фильмография
| Год  |    | Русское название                    | Оригинальное название             | Роль         |
| ---- | -- | ----------------------------------- | --------------------------------- | ------------ |
| 2002 | с  | Третья смена                        | Third Watch                       | Мойра Кенни  |
| 2004 | ф  | Девушка из Джерси                   | Jersey Girl                       | Герти Тринки |
| 2005 | с  | Закон и порядок: Специальный корпус | Law & Order: Special Victims Unit | Эмма Бойд    |
| 2006 | ф  | Little Fugitive (англ.)             | Little Fugitive                   | Дестини      |
| 2007 | ф  | Tracks of Color (англ.)             | Tracks of Color                   | Кармен       |
| 2009 | ф  | Служители                           | The Ministers                     | Нереида      |
| 2009 | тф | Америка                             | America                           | Лиза         |
| 2010 | ф  | Бруклинские полицейские             | Brooklyn’s Finest                 | Кэтрин       |